# Sōichirō Kōzuki
Sōichirō Kōzuki (jap. 上月 壮一郎 Kōzuki Sōichirō; ur. 22 grudnia 2000 w Ujim w prefekturze Kioto) – japoński piłkarz występujący na pozycji skrzydłowego w niemieckim klubie TSV 1860 Monachium. Były juniorski i młodzieżowy reprezentant Japonii.